# Sean Franklin
Sean Michael Franklin (Los Angeles, Californië, 21 maart 1985) is een Amerikaans voetballer. In 2014 verruilde hij Los Angeles Galaxy voor DC United.

## Clubcarrière
Franklin werd als vierde gekozen in de MLS SuperDraft 2008 door Los Angeles Galaxy. Hij maakte zijn debuut voor de club op 3 april 2008 tegen San Jose Earthquakes. Sean Franklin werd met zijn spel in zijn eerste jaar geprezen door trainer Ruud Gullit en andere critici. Hij versloeg in 2008 ook Geoff Cameron en Kheli Dube in de race voor MLS Rookie of the Year, de prijs voor de beste speler. Franklin heeft zich sinds 2008 ontwikkeld tot een vaste kracht op de rechtsbackpositie. Hij won met Los Angeles Galaxy in zowel 2011 als 2012 de MLS Cup. Hij werd op 23 december 2011 beloond met een nieuw contract.
Op 12 december 2013 selecteerde DC United Franklin in de eerste ronde van de 'MLS Re-Entry Draft'. Hij maakte op 9 maart 2014 tegen Columbus Crew zijn debuut.

## Interlandcarrière
Na enkele keren te zijn uitgekomen voor twee jeugdteams van de Verenigde Staten werd hij in 2008 opgeroepen voor een WK-kwalificatiewedstrijd tegen Guatemala op 18 november. Hij kwam in die wedstrijd echter niet in actie. Op 24 januari 2009 leek hij dan toch eindelijk zijn debuut te gaan maken voor de Verenigde Staten tegen Zweden, maar dit keer gooide een herniablessure roet in het eten. Uiteindelijk maakte hij op 22 januari 2011 zijn debuut voor de Verenigde Staten in een vriendschappelijke interland tegen Chili.
| Interlands van Sean Franklin      | Interlands van Sean Franklin      | Interlands van Sean Franklin      | Interlands van Sean Franklin      | Interlands van Sean Franklin      | Interlands van Sean Franklin      | Interlands van Sean Franklin      |
| №                                 | Datum                             | Wedstrijd                         | Uitslag                           | Soort wedstrijd                   | Doelpunten                        | Assists                           |
| Als speler bij Los Angeles Galaxy | Als speler bij Los Angeles Galaxy | Als speler bij Los Angeles Galaxy | Als speler bij Los Angeles Galaxy | Als speler bij Los Angeles Galaxy | Als speler bij Los Angeles Galaxy | Als speler bij Los Angeles Galaxy |
| --------------------------------- | --------------------------------- | --------------------------------- | --------------------------------- | --------------------------------- | --------------------------------- | --------------------------------- |
| 1.                                | 22 januari 2011                   | Verenigde Staten – Chili          | 1 – 1                             | Vriendschappelijk                 | 0                                 | 0                                 |

Bijgewerkt t/m 15 juli 2013